# Riksbioscoop
Een Riksbioscoop is een bioscoop of bioscoopzaal waar doorlopend oude films tegen lage entreeprijs vertoond worden. Tussen 1992 en 1996 waren er een aantal bioscopen in Nederland die dit hanteerden. De naam komt van de rijksdaalder, omdat de voorstellingen in die tijd vaak een rijksdaalder kostten (2,5 gulden).
Het concept kwam overwaaien uit de Verenigde Staten waar dollarbioscopen populair waren. In 1992 was het Amsterdamse Cineac de eerste Riksbioscoop van Nederland. Later openden ook zalen in Maastricht, Den Haag Rotterdam en Groningen. Vanwege de prijs waren deze films vooral populair bij studenten, maar ook bij ouderen of werklozen. De films draaiden vaak in verouderde zalen om zo de kosten te drukken. In 1996 sloot echter Pathé Cinemas diens vijf Riksbioscopen. Ook was Cineac dat jaar geen Riksbioscoop meer, maar onderdeel van Planet Hollywood. Daarmee kwam een einde aan de Riksbioscoop in Nederland.